# François-Etienne Calla

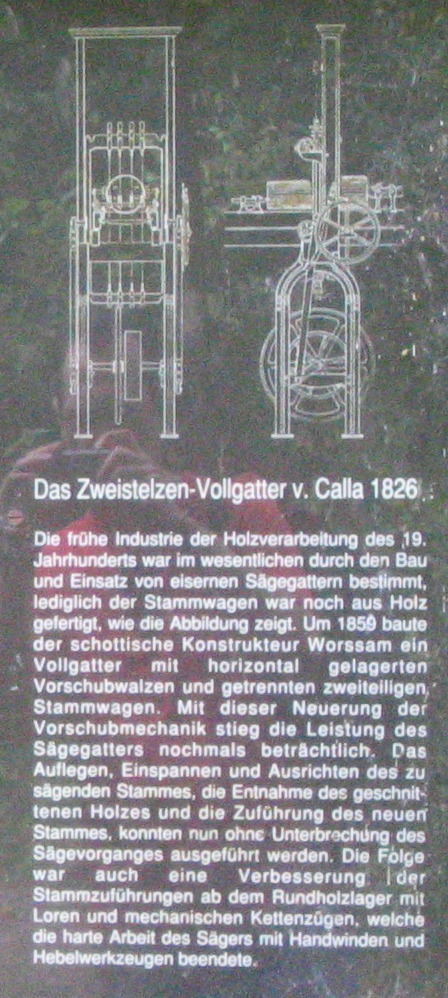
Zweistelzen-Vollgatter-Sägemaschine, die 1826 von Calla erfunden wurde

François-Etienne Calla (* 1760; † 1835/36) war ein französischer Mechaniker.
Er war Schüler von Jacques de Vaucanson. 1788 gründete er in Paris eine Fabrik für Spinnereimaschinen in der Rue du Faubourg St. Denis No. 9.
1800 baute er für Robert Fulton eine Dampfmaschine, die bei 32 Atm arbeiten sollte und in der Dampf und Wasser abgesondert waren. Sie wurde jedoch wieder aufgegeben. Um 1802 halfen er und die Brüder Jacques-Constantin und Augustin-Charles Périer Fulton bei der Konstruktion der Nautilus.
1820 gliederte er der Werkstatt eine eigene Gießerei an. Im gleichen Jahr spendierte er der Rue du Faubourg-Piossonnière eine Fontäne.
1834 übernahm sein Sohn, Cristophe-François Calla (* 1802; † 24. Februar 1884 in Nizza) die Leitung der Fabrik, verbesserte den Eisenguss und erlangte große Fertigkeit im Kunstguss. Später wandte er sich der Werkzeugmaschinenherstellung zu und stellte 1852 die erste französische Lokomotive her.